# Kidnapning (bog)
 For alternative betydninger, se Kidnapning (flertydig). (Se også artikler, som begynder med Kidnapning)
Kidnapning er en bog, skrevet af den danske forfatter Bjarne Reuter.
Kidnapning er første bog i "kidnapningsserien", i hvilken drengen Bertram og hans familie spiller fremtrædende roller. Det drejer om en fattig familie. Onklen er opsat på at kidnappe den rige dreng.
Bogen blev filmatiseret i 1982 (med bl.a. Lisbet Dahl, Jesper Langberg, Otto Brandenburg og Axel Strøbye på rollelisten)  og igen i 2017.
| Bog | Spire Denne artikel om bøger og tidsskrifter er en spire som bør udbygges. Du er velkommen til at hjælpe Wikipedia ved at udvide den. |